# Parisot (Tarn-et-Garonne)
Parisot is een gemeente in het Franse departement Tarn-et-Garonne (regio Occitanie) en telt 543 inwoners (2005). De plaats maakt deel uit van het arrondissement Montauban.

## Geografie
De oppervlakte van Parisot bedraagt 27,5 km², de bevolkingsdichtheid is 19,7 inwoners per km².
De onderstaande kaart toont de ligging van Parisot (Tarn-et-Garonne) met de belangrijkste infrastructuur en aangrenzende gemeenten.

## Demografie
Onderstaande figuur toont het verloop van het inwonertal (bron: INSEE-tellingen).